# Rathfarnham
Rathfarnham (en irlandais : Ráth Fearnáin, littéralement « fort circulaire de Fearnán ») est une ville du comté de Dublin en république d'Irlande, en banlieue sud de Dublin. Elle est située au nord des montagnes de Wicklow à 54 mètres d'altitude en moyenne. Elle comptait 17 333 habitants en 2006.

## Personnalités liées
- May Guinness (1863-1955), artiste
- May Keating (1895-1965), féministe